# Containerschiff

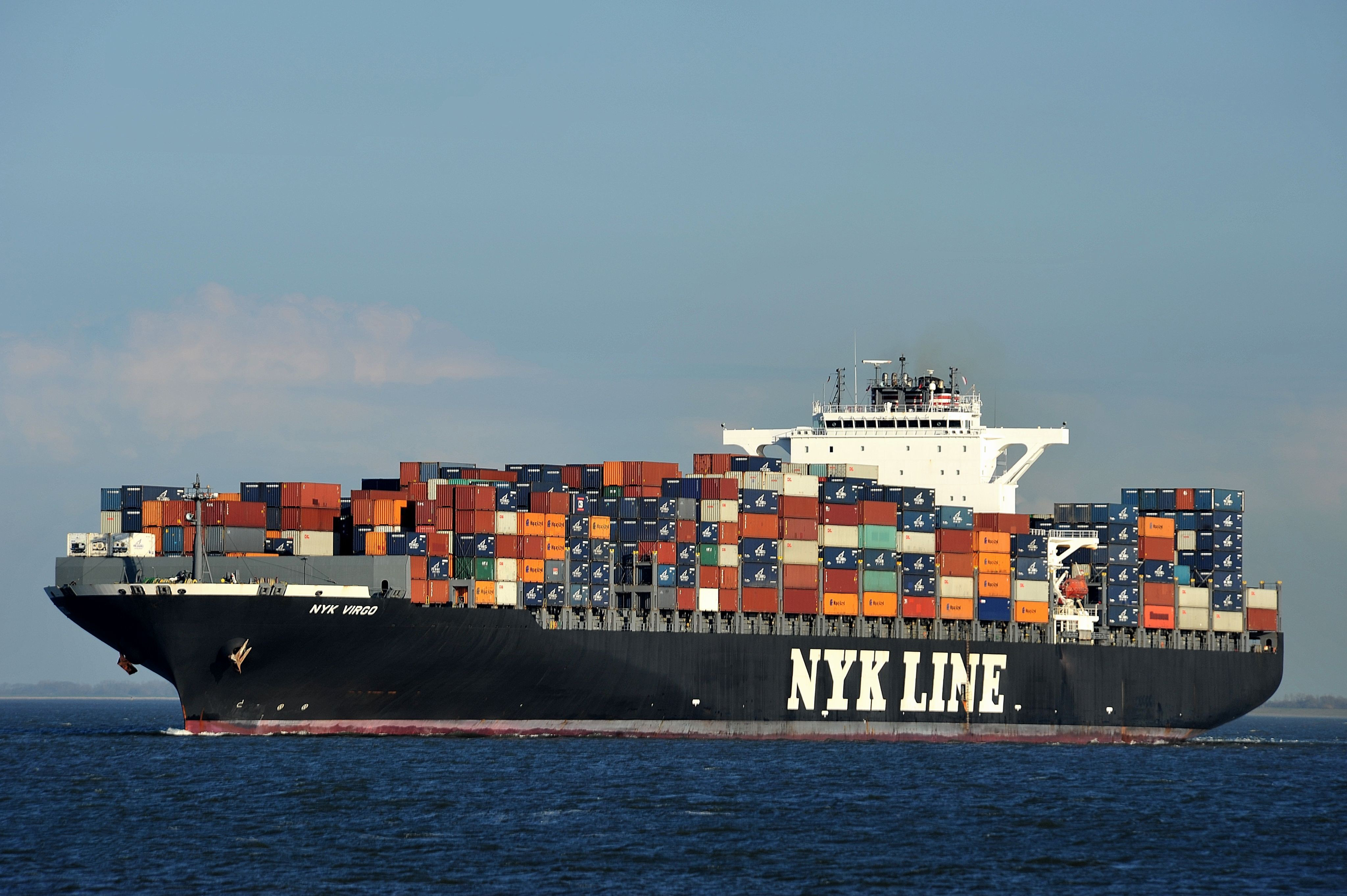
Containerschiff NYK Virgo auf der Elbe

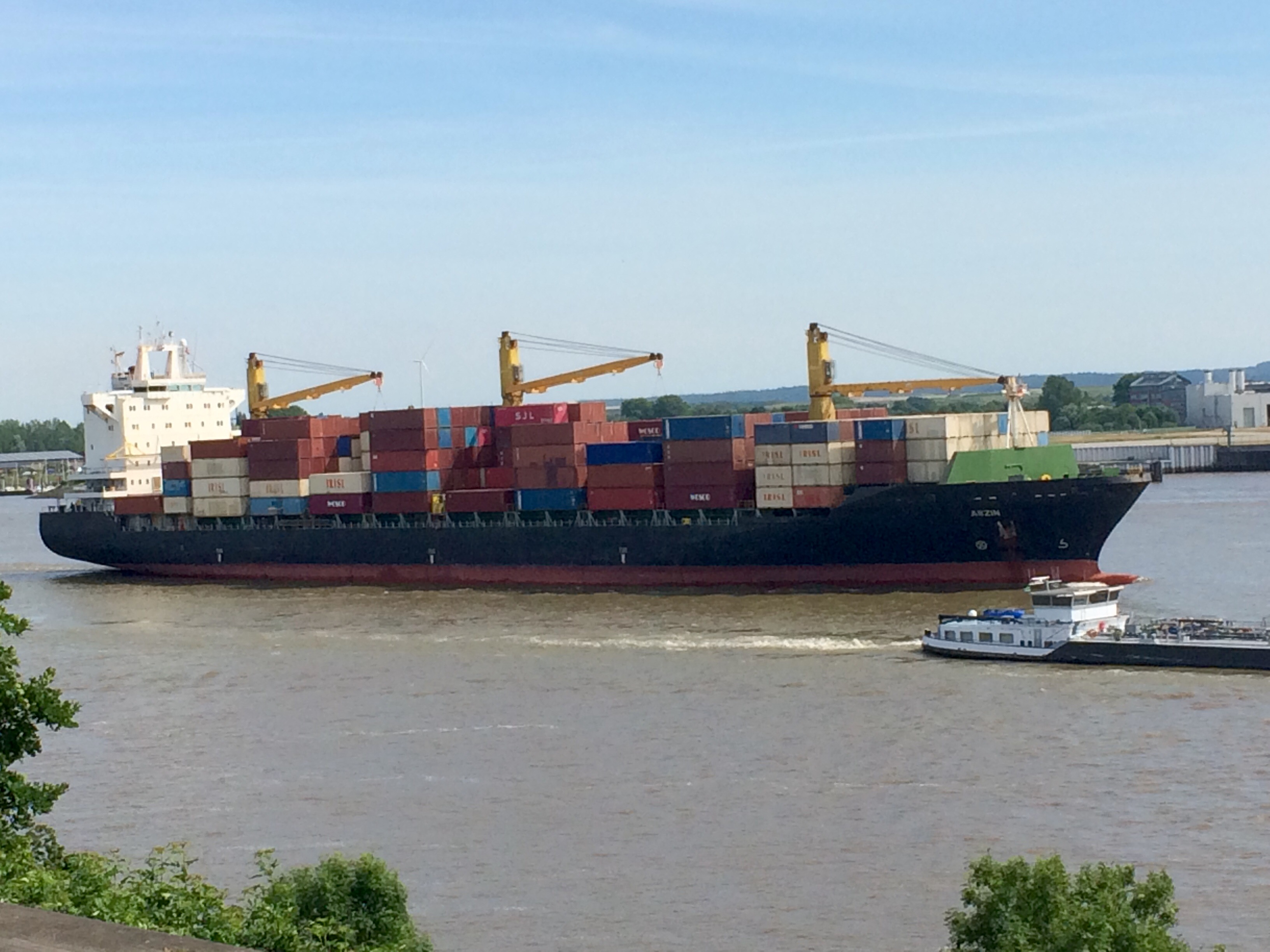
Containerschiff auf der Elbe in Hamburg

Ein Containerschiff oder Containermotorschiff ist ein Schiffstyp, der für den Transport von ISO-Containern ausgelegt ist.
Die Ladungskapazität von Containerschiffen wird in TEU (Twenty-foot Equivalent Units, vgl. Tonnage) angegeben und entspricht der Anzahl von 20-Fuß-Containern, die geladen werden können. Üblich sind auch 40-Fuß-Container (gemessen in FEU wie Forty-foot Equivalent Unit), seit Mitte der 1990er Jahre ebenso 45-, 48- und 53-Fuß-Container sowie die seltener anzutreffenden 30-Fuß-Container, die allerdings an Deck geladen werden müssen, da die Cellguides (Führungsschienen in der Vertikalen) nur für 40-Fuß-Container ausgelegt sind. Für sehr große bzw. schwere Stückgüter existieren auch so genannte Flat Racks, Open-Top-Container oder platforms, die im Verbund mit Standard-Containern geladen werden können.
Bis zu einer Ladungskapazität von 3400 TEU besitzen Containerschiffe teilweise eigenes Ladegeschirr, Schiffe mit höheren Kapazitäten benötigen für den Containerumschlag entsprechende Suprastruktur im Hafen. Dies sind üblicherweise Containerbrücken an Containerterminals. Die Tendenz hin zu immer größeren Containerschiffen bewirkt eine steigende Konzentration der möglichen Anlaufpunkte für Containerschiffe auf relativ wenige, zentrale Containerhäfen, über die ein Großteil des Seehandels abläuft. Diese Häfen werden zu Hubs; von und nach dort fahren kleinere Containerschiffe, z. B. Feederschiffe (siehe auch Umladeproblem – ein Optimierungsproblem aus dem Bereich der Logistik).

## Geschichte

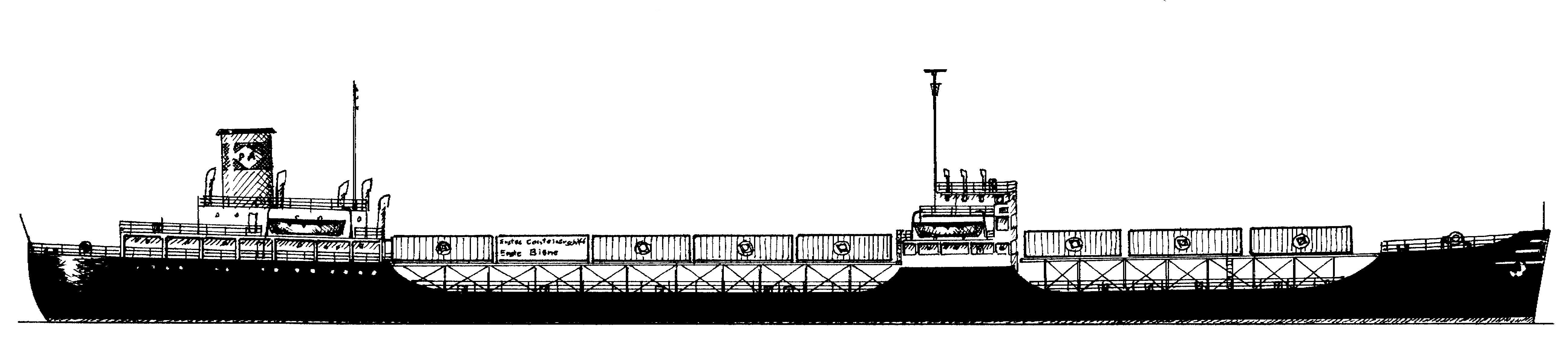
Seitenansicht der Ideal X

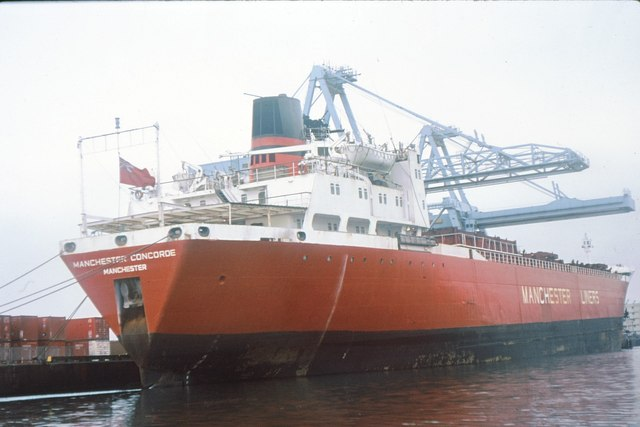
Containerschiff der ersten Generation, Manchester Concord

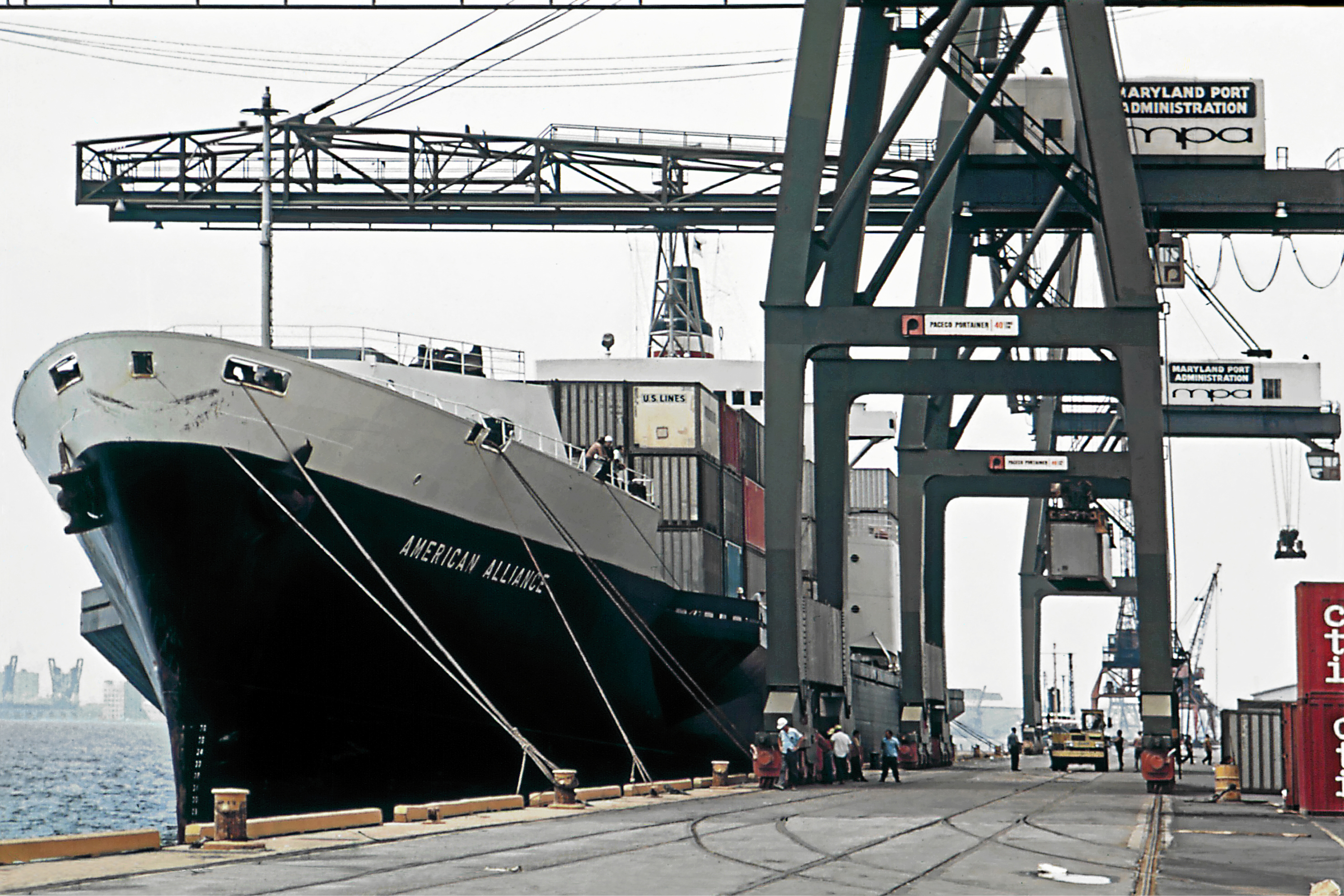
1970 zum Containerschiff umgebauter Stückgutfrachter American Alliance

Das Containerschiff entstand in den 1950er Jahren in den Vereinigten Staaten. Nach der 1955 in Dienst gestellten Clifford J. Rogers mit noch sehr kleinen Containern folgte 1956 der umgebaute Tanker Ideal X des Speditionsunternehmers Malcolm McLean. Dieser fing damit an, die Aufliegergehäuse von Sattelschleppern ohne Fahrgestell über größere Seestrecken mit dem Schiff zu befördern. 1960 gründete McLean die Reederei Sea-Land Corporation. Schon in der ersten Hälfte der 1960er Jahre entstanden als Semicontainerschiffe geplante Neubauten, wie die 1963 in Dienst gestellte Tobias Mærsk, 1964 wurde in Australien mit der Kooringa der erste als Vollcontainerschiff für ISO-Container geplante Neubau in Betrieb genommen.
Die Schiffe sind so eingerichtet, dass Container „längs“ zur Schiffsachse in Ladebuchten oder auf Deck gestapelt werden. Cellguides sind vertikale Schienen zur Führung und Befestigung der Container. In eine Zelle passt genau ein Stapel aus 40-Fuß-Containern. Wird ein Platz mit zwei längs aneinandergestellten 20-Fuß-Containern genutzt, wird dieses Paar am Stoß mit Schraubarmaturen verbunden.
Mitte der 1960er Jahre gab es in den Vereinigten Staaten bereits 171 (allerdings nahezu alles umgebaute) Containerschiffe. 1966 lief erstmals in Deutschland das Containerschiff Fairland der Reederei Sea-Land in Bremen ein. Schon am 31. Juli 1968 waren weltweit 102 Semi- oder Vollcontainerschiffe beauftragt oder in Bau. Ab 1968 begann die Umstellung der wichtigsten Liniendienste auf den Containerverkehr, zunächst im Nordatlantikverkehr (zwischen USA/Ostküste und Westeuropa), ab Oktober 1968 der Transpazifikdienst zwischen Japan–USA/Westküste. Hier wurde von der NYK Line die Hakone Maru eingesetzt. Ende 1968 wurden vom Bremer Vulkan mit der Weser Express für den Norddeutschen Lloyd sowie von Blohm + Voss, Hamburg, mit der Elbe Express für die HAPAG die ersten Containerschiffe (je 750 TEU) in Deutschland gebaut. Sie kamen mit den Schwesterschiffen Rhein Express und Mosel Express auf der Nordatlantik-Route in Betrieb. Ebenfalls 1968 setzte die Hamburger Reederei August Bolten mit der Bärbel Bolten (140 TEU) ein weiteres Vollcontainerschiff unter deutscher Flagge ein.
Am 1. Juli 1970 betrug der weltweite Bestand an Semi- und Vollcontainerschiffen 201 Einheiten (davon 154 Vollcontainerschiffe), im Jahr darauf betrug der Bestand an Vollcontainerschiffen 231 Einheiten. 1969 erfolgte die Umstellung des Liniendienstes Europa–Australien/Neuseeland auf den Containerverkehr, Ende 1971 Europa–Fernost, im Mai 1977 Europa–Südafrika sowie Europa–Karibik / Golf von Mexiko. 1981 folgte die Route Südafrika–Fernost (Safari-Dienst). Damit war die Umstellung der wichtigsten Linienverbindungen auf den Containerverkehr abgeschlossen.
1984 bot die Reederei United States Lines erstmals einen in östliche Richtung laufenden Round the World Service an. Dieser mit zwölf Schiffen der American-New-York-Klasse betriebene Dienst endete nach sechs Monaten mit dem Konkurs der Reederei. Ein im gleichen Jahr von der Evergreen Marine aus Taiwan via Panamakanal und Suezkanal mit jeweils zwölf Schiffen in beiden Richtungen gestarteter Dienst wurde etwa 1999 wieder aufgegeben, da ein Linienverkehr von Punkt A nach B effizienter ist. In den 1990er Jahren ging auch die deutsche Senator Lines mit einem Round the World Service an den Start, stellte ihn jedoch zu Gunsten eines Pendulum Service ein.
Als Containermaße haben sich 20 bzw. 40 ft Länge, 8 ft Breite und 8 ft 6 in Höhe international durchgesetzt. Das alte von Sea Land eingeführte Containermaß von 35 ft ist weggefallen, vielmehr werden heute vermehrt auch 40-ft- und 45-ft-High-Cube-Container eingesetzt, innerhalb der USA auch 53-Fuß-Container, da dort längere Sattelzüge als in Europa zulässig sind.
Anfang 2020 waren die Frachtraten wegen der Auswirkungen der COVID-19-Pandemie auf die Weltwirtschaft stark eingebrochen, ein Container von China nach Europa kostete nur noch rund 800 Dollar statt davor 1000 Dollar, Schiffe mit einer Gesamtkapazität von 2,4 Millionen Standardcontainern (TEU) waren als Auflieger vorübergehend unbeschäftigt. Doch schon im August 2020 belebte sich der weltweite Schiffsverkehr deutlich, die Größe der inaktiven Flotte sank auf unter eine Million TEU.
Im vierten Quartal 2020 setzte ein regelrechter Boom in der Container-Schifffahrt ein. Die Zahl der Neubestellungen von Schiffen der HMM Megamax-Klasse erreichte mit einer Gesamtkapazität von 673.500 TEU das höchste Niveau seit dem dritten Quartal 2015. Für den Zeitraum bis 2024 rechnet DHL mit jährlichen Steigerungsraten im weltweiten Containerverkehr zwischen drei und vier Prozent, beim Verkehr von Asien nach Europa wird eine Zunahme um 3,7 % vorhergesagt, von Asien nach Nordamerika ein Plus von 3,9 %. Die Frachtraten von Shanghai nach Hamburg und Los Angeles sind im Januar 2021 förmlich explodiert, auf bis zu 9520 Dollar pro Container, die Umsätze und Gewinne der Reedereien sind 2020 gegenüber 2019 enorm gestiegen, bei Hapag-Lloyd um 82 %, bei Maersk um 181 %, bei CMA CGM um 803 %.
Nach den statistischen Erhebungen des Branchendienstes Alphaliner waren im Februar 2021 weltweit 6220 Containerschiffe mit einer Ladekapazität von 24,35 Millionen TEU im Einsatz. Die größten drei Reedereien nach Marktanteil waren demnach A. P. Møller-Mærsk (16,9 %), Mediterranean Shipping Company (15,9 %) und die COSCO Group (12,5 %). Größte deutsche Gesellschaft ist Hapag-Lloyd auf Platz 5 mit 7,2 %.

## Technische Entwicklung
Containerschiffe wurden zunächst in Generationen eingeteilt, dann fanden von Wasserstraßen abgeleitete Schiffsgrößen wie Panamax Verwendung, schließlich Klassifizierungen wie VLCS and ULCS.

| Gene- ration | Jahr     | Länge     | Breite    | neben- einander | Tiefgang | TEU           |
| ------------ | -------- | --------- | --------- | --------------- | -------- | ------------- |
| 1.           | bis 1968 | 180 m     | 25 m      | 10              | 9,0 m    | 500–800       |
| 2.           | ab 1969  | 225 m     | 30,5 m    | 12              | 11,5 m   | 1500          |
| 3.           | ab 1972  | 275 m     | 32 m      | 13              | 12,5 m   | 3000          |
| 4.           | ab 1987  | 287 m     | 39 m      | 15?             | 13,5 m   | 4500          |
| 5.           | ab 1997  | 325 m     | 41 m      | 16?             | 14,1 m   | 5500          |
| 6.           | ab 1999  | 345 m     | 43 m      | 17?             | 14,5 m   | über 8000     |
| 7.           | ab 2006  | 398 m     | 56 m      | 22?             | 16,0 m   | über 14.000   |
| ULCS (8.?)   | ab 2008  | 365–400 m | 48–61,5 m | 19?-24          | 16,0 m   | 12.000–24.000 |

### Erste und zweite Generation
Die ersten Containerschiffe Anfang der 1960er Jahre waren umgebaute Massengutfrachter oder Tanker. Der Umbau bestehender Schiffe war kostengünstiger und weniger riskant, da Container erst langsam Verbreitung fanden. Diese Schiffe hatten Kräne an Bord, da die meisten Hafenterminals noch nicht für den Containerumschlag ausgerüstet waren. Außerdem waren sie mit einer Geschwindigkeit von etwa 18 bis 20 Knoten relativ langsam und konnten Container nur auf den umgerüsteten Decks und nicht im Bauchraum befördern. Schließlich wurden auch Neubauten dieses Types in Auftrag gegeben, der die erste Generation von Containerschiffen bildet, die bis zu 1.000 TEU transportieren konnten. Die Größe der 1968 gebauten Containerschiffe war die Maßeinheit für ein Schiff der ersten Generation.
Mit der massiven Verbreitung des Containers Anfang der 1970er Jahre begann der Bau der zu der zweiten Generation gehörenden Vollcontainerschiffe (engl. fully cellular containership). Zu den ersten ausschließlich für den Containerumschlag gebauten Schiffsklassen gehören die Typ-C7-Klasse mit der American Lancer (1968) oder die Encounter-Bay-Klasse (1969). Die Zellen, in denen Container übereinander gestapelt werden, bieten den großen Vorteil, dass auch die Schiffskapazität unter Deck genutzt werden kann, was zu einer Verdopplung der TEU-Menge führte. Zur Erhöhung der Kapazität wurden zudem die Kräne aus der Schiffskonstruktion entfernt, da mittlerweile spezialisierte Containerterminals diese Aufgabe übernahmen. Diese Vollcontainerschiffe waren mit einer Geschwindigkeit von 20 bis 24 Knoten auch erheblich schneller als ihre Vorgängergeneration.

### Panamax-Schiffe
Lange Zeit lag die Obergrenze der Abmessungen von Containerschiffen bei 275 m Länge und 32,3 m Breite, damit sie den (alten) Panamakanal durchfahren konnten. Schiffe dieser Größe wurden früher als 3. Generation bezeichnet.
Seit etwa 1988 bezeichnet man als Panamax die Schiffe, die auch die maximale Länge von Panamakanal-Schleusen (294 Meter) nutzen (und nicht nur die Breite).
In der Anfangsphase (etwa 1972) waren maximal 3000 TEU die Obergrenze des technisch Umsetzbaren, 1988 waren es 4300 TEU. Spätere „Panamax“-Neubauten konnten bis zu 5060 TEU laden.
Für größere Schiffstypen mit mehr als 32,3 m Breite ist der Name Post-Panamax gebräuchlich. Schiffe mit über 7000 TEU werden (Stand 2011) als Super-Post-Panamax- oder Post-Panamax-Plus-Schiffe bezeichnet, die über 11.000 TEU als New Panamax.

### Post-Panamax-Schiffe

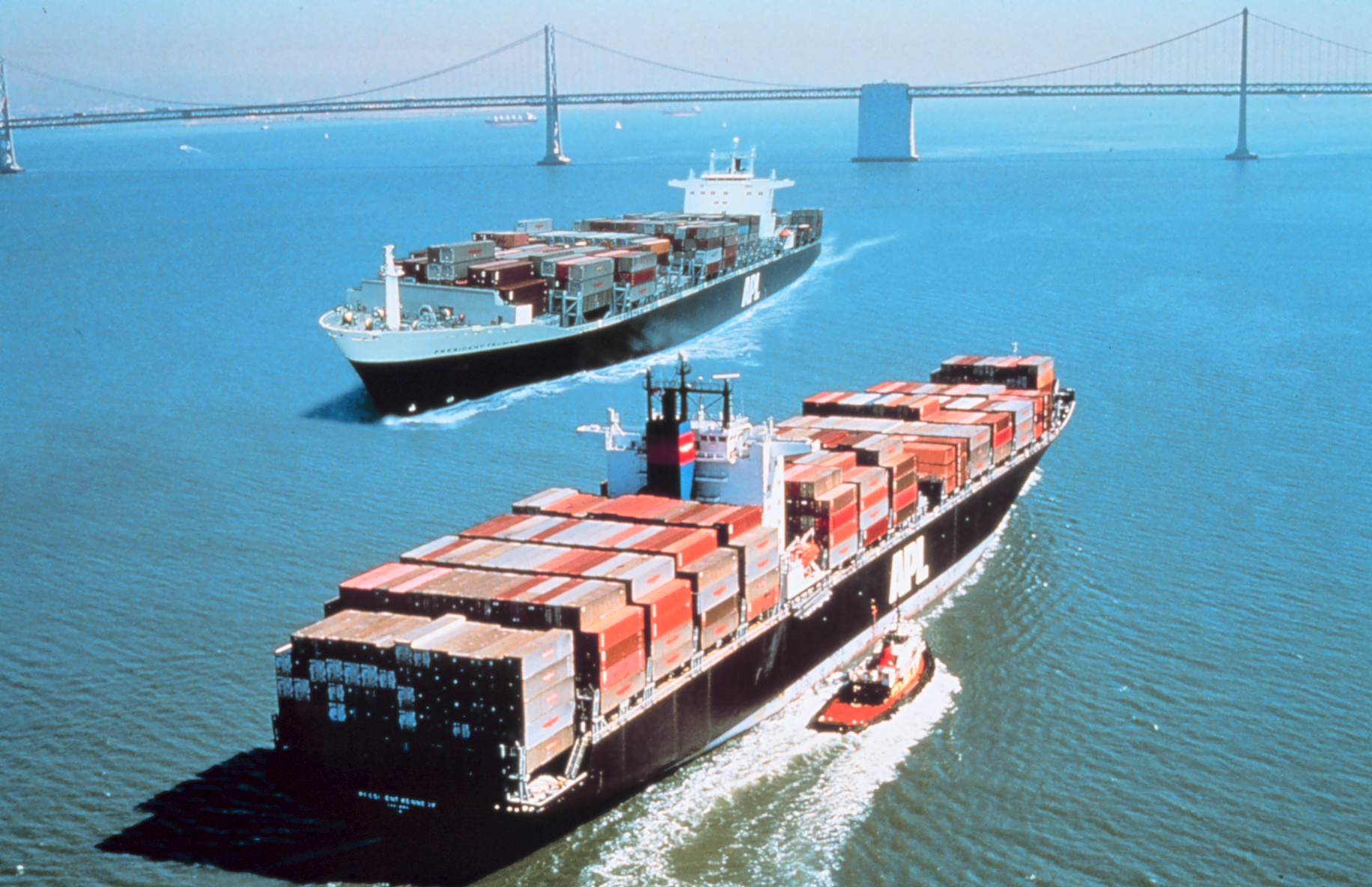
Zwei Schiffe der ersten Post-Panamax-Klasse

Die ersten Containerschiffe, die breiter als 32,3 m (Panamakanal-Schleusen) waren, sind die fünf Schiffe der President-Truman-Klasse der American President Lines (APL, USA). Sie wurden 1988 von der Werft Bremer Vulkan (Vegesack) und HDW (Kiel) gebaut und nur im Trans-Pazifik-Dienst der Reederei eingesetzt. Sie waren 275,0 m ü. a. lang und 38,5 m breit bei 61.296 BRZ, 53.613 tdw und konnten maximal 4400 TEU befördern. An Deck wurden maximal 15 Container nebeneinander gestaut.
1991 wurde von der Daewoo Heavy Industries die CGM Normandie für die französische CGM (heutige CMA CGM) gebaut. Sie hatte eine Kapazität von 4410 TEU und war das erste Post-Panamax-Schiff im Europa–Fernost-Dienst. Auch hier konnten bei einer Schiffsbreite von 38,0 m 15 Container nebeneinander an Deck platziert werden. 1992 folgte die Bunga Pelangi für die Reederei MISC (Malaysia International Shipping Corporation Berhad) mit ähnlichen Abmessungen.
1994/1995 folgten die Nedlloyd Hongkong und Nedlloyd Honshu als erste und einzige Post-Panamax-Open-Top-Schiffe für Royal Nedlloyd. Aus Japan folgten ab Dezember 1994 drei Schiffe der NYK-Altair-Klasse für die NYK Line, fünf baugleiche Schiffe für die Mitsui O.S.K. Lines und die OOCL-California-Klasse der Reederei OOCL (Hongkong), die erstmals mit 40 Metern Breite auf Deck 16 Container nebeneinander stauen konnten.
1995 wurden für American President Lines (APL) weitere sechs Post-Panamax-Schiffe (C11-Klasse) gebaut, jeweils drei bei HDW (Kiel) und Daewoo Heavy Industries. APL hatte zu dieser Zeit (bis Anfang 1999) mit insgesamt elf solchen Schiffen die größte Post-Panamax-Flotte.
Die ersten über 300 Meter langen Containerschiffe wurden ab 1996 mit dem Regina-Mærsk-Typ von der dänischen Odense Staalskibsværft gebaut. Mit einer Breite von 42,8 Metern können sie 17 Containerreihen nebeneinander stauen. Die Stellplatzkapazität von 7000 TEU war über 50 % größer als die der bisherigen Rekordhalter – einen solchen Größensprung hatte es bis dahin noch nicht gegeben.
Projekte und fertige Konstruktionsentwürfe von Klassifizierungsgesellschaften oder/und Bauwerften für einen als Suezmax-Containerschiff bezeichneten Typ für bis zu 14.000 TEU gibt es seit etwa 1996. Seit dem Ausbau des Suezkanals können jedoch auch größere Schiffe wie die Emma-Mærsk-Klasse den Suezkanal passieren. Auch sind Entwürfe für ein Malaccamax-Containerschiff für 21.000 TEU bereits durchgerechnet. Hierbei blieben jedoch die Begrenzungen bei den Abfertigungskapazitäten und die Tiefgangsbeschränkungen in den Containerhäfen unberücksichtigt.
Die deutsche Hapag-Lloyd AG hielt sehr lange ausschließlich am Panamax-Schiffstyp fest und begann als letzte der größeren Container-Reedereien erst im Jahr 2001 mit dem Neubau eines ersten Post-Panamax-Schiffs, der Hamburg Express.
2005 wurde mit der MSC Pamela das erste Containerschiff mit 45,6 m Breite in Dienst gestellt, hier können erstmals 18 Container nebeneinander gestaut werden.

### Very Large Container Ships (VLCS)

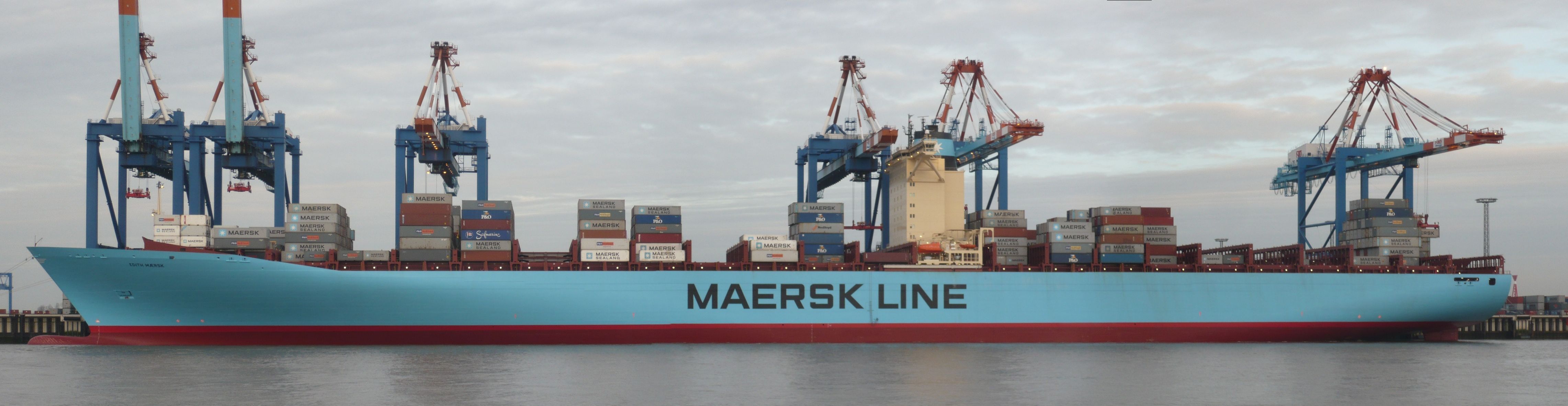
Das Containerschiff Edith Mærsk, ein Schwesterschiff der Emma Mærsk, in Bremerhaven (2007)

Die Odense-Werft realisierte ab September 2006 mit der Emma-Mærsk-Klasse einen sehr großen Containerschiffstyp mit einer Tragfähigkeit von 14.770 TEU. Er kommt trotz seiner Größe mit einer Schiffsschraube aus; sie wird angetrieben von einem 14-Zylinder-Wärtsilä RT-flex96C-B-Zweitakt-Motor mit weit über 80 MW Leistung. Die acht Schiffe der Emma-Mærsk-Klasse, die einheitlich mit „E“ beginnende Mærsk-Namen tragen, können bei 56,4 m Breite 22 Container nebeneinander auf Deck laden. Sie sind 397 m lang und haben einen Maximaltiefgang von 16 m. Bis zu elf Containerlagen übereinander werden im Rumpf des Schiffes, darüber maximal neun Lagen an Deck gestapelt. Es gibt Anschlüsse für 1000 Kühlcontainer.
2016 wurde begonnen, die Containerkapazität der Schiffe durch Erhöhung der Deckshäuser und Laschbrücken bei Beihai Shipbuilding in Qingdao um etwa 3.100 TEU zu vergrößern. Die Umbauten sollten 2018 abgeschlossen werden. Die Containerkapazität erhöhte sich auf 17.816 TEU.

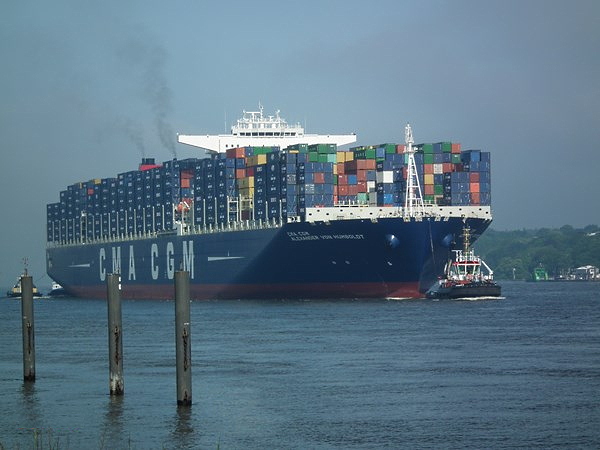
Die CMA CGM Alexander von Humboldt für 16.020 TEU läuft den Hamburger Hafen am 28. Mai 2013 an

Im Jahr 2008 wurde die MSC Daniela in Dienst genommen. Sie ist im Dienst der Mediterranean Shipping Company. Mit einer Länge von 366 m und Breite von 51,2 m ist der vom Germanischen Lloyd klassifizierte „Megaboxer“ für den neuen Schleusenkanal des Panamakanals ausgelegt und kann 13.800 TEU transportieren. Das Typschiff der MSC-Daniela-Klasse leitete den Bau einer Serie von Schwesterschiffen ein, zu der auch die – allerdings anders motorisierte – CMA CGM Christophe Colomb gehört.

### Ultra Large Container Ships (ULCS)
Maersk bestellte im Februar 2011 zehn 18.270-TEU-Schiffe der Triple-E-Klasse mit einer Option auf 20 weitere Schiffe. Im Juni 2011 wurde die Option auf den Bau von weiteren zehn Schiffen eingelöst, wodurch sich die Bauorder auf 20 Schiffe erhöhte. Sie sind mit zwei Hauptmaschinen ausgestattet. Ihre Maximalgeschwindigkeit beträgt 23 Knoten (die der Emma-Maersk-Klasse 25 Knoten). Auch sind die Schiffe darauf ausgelegt, bei niedrigerer Geschwindigkeit treibstoffsparend betrieben zu werden (Slow steaming).
„Triple E“ steht für „economy of scale, energy efficiency and environmentally improved“, also für wirtschaftlich durch Größe, energieeffizient und umweltfreundlicher. Ende 2012 fuhren weltweit 163 Containerschiffe mit einer Kapazität von mehr als 10.000 TEU, inklusive der 20 Triple-E von Maersk waren 120 weitere bestellt. Das erste dieser Schiffe hatte am 23. Februar 2013 in Korea seinen semi-launch.
Anfang März 2015 gab die japanische Reederei Mitsui O.S.K. Lines die ersten Einheiten mit über 20.000 Stellplätzen in Auftrag. Der MOL 20.000-TEU-Typ kam 2017 in Fahrt. Nach Auffassung von Schifffahrtsexperten war damit das „Ende der Fahnenstange“ erreicht, andere Experten erwarteten bereits innerhalb weniger Jahre Schiffe mit 22.000 TEU und mehr. Eine Studie der OECD ergab 2015, dass die Kostenersparnis in der Ultra-Large-Klasse sehr gering ist. Außerdem sei das wirtschaftliche Risiko enorm hoch, da sich die größten Schiffe nur rechnen, wenn sie wirklich voll beladen sind. Letztlich profitierten nur noch „koreanische Werften“ von „XXL-Schiffen“.
Seit 2019 werden Schiffe der 24.000-TEU-Klasse in Dienst gestellt.
Inzwischen wird die ökologische und ökonomische Sinnhaftigkeit der übergroßen Containerschiffe infrage gestellt.

### Entwicklung der Schiffsgröße
Die zur jeweiligen Zeit größten Containerschiffe der Welt. Bei den Schiffen einer baugleichen Baureihe wird nur das erste Schiff der Baureihe aufgelistet. Aktueller Rekordhalter sowie die aktuellen Höchstwerte in Fettschrift
| Baujahr   | Schiffsname                      | Länge in m        | Breite in m | max. Tiefgang in m | TEU                              | BRZ        | tdw in t              | Bauwerft                                                          | Reederei / Staat                                       |
| --------- | -------------------------------- | ----------------- | ----------- | ------------------ | -------------------------------- | ---------- | --------------------- | ----------------------------------------------------------------- | ------------------------------------------------------ |
| März 2023 | MSC Irina (MSC-Irina-Typ)        | 399,93            | 61,33       | 17,0               | 24.346                           | 236.184    | 240.739               | Jiangsu Yangzi Xinfu Shipbuilding, China                          | MSC / CH                                               |
| Juli 2021 | Ever Ace (Evergreen A-Klasse)    | 399,9             | 61,5        | 14,5               | 23.992                           | 235.579    | 241.960               | Samsung Heavy Industries (SHI), Südkorea                          | Evergreen Marine / KR                                  |
| Apr. 2020 | HMM Algeciras (HMM Megamax-24)   | 399,9             | 61,4        | 16,5               | 23.964                           | 223.930    |                       | Daewoo Shipbuilding & Marine Engineering (DSME), Südkorea         | Hyundai Merchant Marine / KR                           |
| Juli 2019 | MSC Gülsün (MSC Megamax-24)      | 399,9             | 61,5        | 16,5               | 23.756                           | 232.618    | 197.500               | Samsung Heavy Industries, Südkorea                                | MSC / CH                                               |
| Jan. 2018 | CMA CGM Antoine de Saint-Exupéry | 400               | 59          | 16                 | 20.776                           | 207.673    | 202.684               | Hanjin Heavy Industries and Construction Philippines, Philippinen | CMA CGM / FR                                           |
| Mai 2017  | OOCL Hong Kong                   | 399,87            | 58,8        | 16                 | 21.413                           | 210.890    | 191.317               | Samsung Heavy Industries, Südkorea                                | OOCL / HK                                              |
| Apr. 2017 | Madrid Mærsk                     | 399               | 58,6        | 16,5               | 20.586                           | 214.286    | 210.019               | Daewoo Shipbuilding, Südkorea                                     | Mærsk-Line / DK                                        |
| März 2017 | MOL Triumph                      | 400               | 58,8        | 16                 | 20.170                           | 199.000    | 192.672               | Samsung Heavy Industries, Südkorea                                | Mitsui O.S.K. Lines (MOL) / JP                         |
| Mai 2016  | MSC Jade                         | 398,45            | 59,07       | 16                 | 19.437                           | 194.308    | 200.148               | Daewoo Shipbuilding, Südkorea                                     | MSC / CH                                               |
| Mai 2015  | Barzan                           | 400               | 58,6        | 16                 | 18.800                           | 195.636    | 199.744               | Hyundai, Südkorea                                                 | UASC / AE                                              |
| Dez. 2014 | MSC Oscar                        | 395,4             | 59          | 16                 | 19.224                           | 192.237    | 199.273               | Daewoo Shipbuilding, Südkorea                                     | MSC / CH                                               |
| Nov. 2014 | CSCL Globe                       | 399,67            | 58,6        | 16                 | 19.000                           | 187.541    | 184.320               | Hyundai Heavy Industries, Ulsan                                   | CSCL / CN                                              |
| Juli 2013 | Mærsk Mc-Kinney Møller           | 399               | 59          | 15,5               | 18.270                           | 194.849    | 194.153               | Daewoo Shipbuilding                                               | Mærsk-Line / DK                                        |
| Nov. 2012 | CMA CGM Marco Polo               | 396               | 53,6        | 16                 | 16.020                           | 175.343    | 187.625               | Daewoo Shipbuilding                                               | CMA CGM / FR                                           |
| Sep. 2006 | Emma Mærsk                       | 397,7 / 398,9 (b) | 56,4        | 15,5               | (11.000) 15.500 (a) / 17.816 (b) | 151.687    | 156.907 / 174.239 (b) | Odense                                                            | Mærsk-Line / DK                                        |
| Juli 2006 | Xin Los Angeles                  | 336,7             | 45,6        | 14,5               | 9580                             | 107.800    | 111.889               | Samsung, Koje                                                     | CSCL / CN                                              |
| Feb. 2006 | Cosco Guangzhou                  | 350,56            | 42,8        | 14,5               | 9469                             | 109.149    | 107.277               | Hyundai Heavy Industries, Ulsan                                   | COSCO / CN                                             |
| Juli 2005 | MSC Pamela                       | 336,7             | 45,6        | 15                 | 9178                             | 107.849    | 110.592               | Samsung, Koje                                                     | MSC / CH                                               |
| Juni 2005 | Gudrun Mærsk                     | 367,28            | 42,8        | 15,5               | (7500) 9074 (a)                  | 97.933     | 115.700               | Odense                                                            | Mærsk-Line / DK                                        |
| März 2005 | Colombo Express                  | 335,07            | 42,87       | 14,6               | 8749                             | 93.750     | 104.400               | Hyundai Heavy Industries, Ulsan                                   | Hapag-Lloyd / DE                                       |
| Dez. 2004 | P&O Nedlloyd Mondriaan           | 335               | 42,8        | ??                 | 8450                             | 94.724     | 97.612                | IHI, Kure                                                         | P&O Nedlloyd / GB-NL                                   |
| Juli 2004 | CSCL Asia                        | 334               | 42,8        | 14,5               | 8498                             | 90.496     | 105.000               | Samsung, Koje                                                     | CSCL / CN                                              |
| Mai 2003  | OOCL Shenzhen                    | 322,97            | 42,8        | 13                 | 8063                             | 89.097     | 99.518                | Samsung, Koje                                                     | OOCL / HK                                              |
| März 2003 | Axel Mærsk                       | 352,1             | 42,8        | 15                 | (6600) 8272 (a)                  | 93.496     | 109.000               | Odense                                                            | Mærsk-Line / DK                                        |
| Sep. 1997 | Sovereign Mærsk                  | 346,98            | 42,8        | 14,5               | (6600) 8160 (a)                  | 91.500     | 104.886               | Odense                                                            | Mærsk-Line / DK                                        |
| Jan. 1996 | Regina Mærsk                     | 318,24            | 42,8        | 14,5               | (6000) ~7000 (a)                 | 81.488     | 90.456                | Odense                                                            | Mærsk-Line / DK                                        |
| Aug. 1995 | OOCL California                  | 276,02            | 40          | 12,2               | 4960                             | 66.046     | 67.756                | Mitsubishi, Nagasaki                                              | OOCL / HK                                              |
| Dez. 1994 | NYK Altair                       | 299,85            | 37,1        | 1?,?               | 4743                             | 60.117     | 63.179                | IHI, Kure                                                         | NYK / JP                                               |
| Feb. 1991 | Hannover Express                 | 294               | 32,3        | 11,4               | 4639                             | 53.783     | 67.680                | Samsung, Koje                                                     | Hapag-Lloyd / DE                                       |
| Apr. 1988 | Marchen Mærsk                    | 294,12            | 32,22       | 13,52              | (3500) ~4500 (a)                 | 52.191     | 60.639                | Odense                                                            | Mærsk-Line / DK                                        |
| Juni 1984 | American New York                | 290               | 32,3        | ?                  | 4400                             | 57.075     | 58.870                | Daewoo Shipbuilding, Okpo                                         | United States Lines / US                               |
| März 1984 | Louis Mærsk                      | 270               | 32,3        | 13                 | (3390) ~3700 (a)                 | 43.332     | 53.325                | Odense                                                            | Mærsk-Line / DK                                        |
| Juni 1981 | Frankfurt Express                | 287,73            | 32,28       | ?                  | 3430                             | 57.540     | 51.540                | HDW, Kiel                                                         | Hapag-Lloyd / DE                                       |
| Juli 1972 | Hamburg Express                  | 287,7             | 32,27       | ?                  | 3010                             | 58.088     | 48.453                | Blohm & Voss, Hamburg                                             | Hapag-Lloyd / DE                                       |
| März 1972 | Liverpool Bay                    | 289,55            | 32,26       | 10,79              | 2987                             | 58.889     | 48.542                | HDW, Hamburg                                                      | OCL, dann P&O / GB                                     |
| Nov. 1971 | Kamakura Maru                    | 261,2             | 32,2        | ?                  | 1838                             | 50.159     | 35.405                | Mitsubishi, Kobe                                                  | NYK / JP                                               |
| Sep. 1970 | Sydney Express                   | 217               | 30,58       | 11,8               | 1665                             | 27.407 BRT | 33.330                | Blohm & Voss, Hamburg                                             | HAPAG, Hapag-Lloyd / DE                                |
| Feb. 1969 | Encounter Bay                    | 227,31            | 30,56       | ?                  | 1572                             | 27.835 BRT | 29.260                | Deutschland                                                       | OCL, dann P&O / GB                                     |
| Aug. 1968 | Hakone Maru                      | 187               | 26          | ?                  | 752                              | 16.240 BRT | 14.745                | Mitsubishi, Kobe                                                  | NYK, Showa / JP                                        |
| Mai 1964  | Kooringa                         | 126,3             | 19,1        | 7,6                | 483 (c)                          | 5825 BRT   | 6753                  | New South Wales State Dockyard                                    | Associated Steamships, McIlwraith, McEacharn & Co / AU |
| Nov. 1955 | Clifford J. Rogers               | 102,24            | 14,33       | 5,58               | 210 (d)                          | 2983 BRT   | 4000                  | Canadian Vickers, Montréal                                        | White Pass & Yukon Railway / CA                        |

### Kühlcontainerschiffe

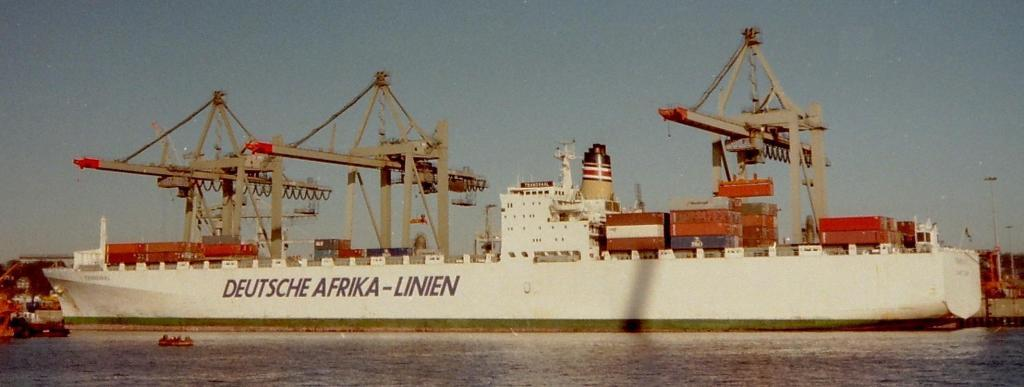
Kühlcontainerschiff Transvaal in Hamburg

Containerschiffe mit mehr als 50 Kühlcontainern wurden häufig auch als Kühlcontainerschiffe bezeichnet. Der Markt der Kühlcontainer nimmt stark zu und stellt eine ernsthafte Konkurrenz zu den Kühlschiffen dar. 1972 begann United Fruit (heute Chiquita) mit dem Befördern von Bananen in Kühlcontainern. Einer der Gründe dafür ist, dass schnelleres Löschen des Schiffes im Hafen möglich wird. Dafür werden auch lukenlose Schiffe eingesetzt, um direkt mit einem Kran an die Container zu gelangen. Die ersten lukenlosen Kühlcontainerschiffe wurden im Jahr 1999 von HDW hergestellt und boten Stellplätze für 990 TEU Kühlcontainer sowie 33 TEU ungekühlte Container. Diese Schiffe sind für Dole im Einsatz und bedienen den Fruchttransport von Mittelamerika in die USA. Heute gehört Hamburg Süd zu einer der größten Reedereien, die sich auf den Transport von Kühlcontainern von und nach Südamerika spezialisiert haben.
Die Schiffe der „Monte“-Klasse mit 5500 TEU und „Rio“-Klasse mit 5905 TEU der Hamburg Süd sind die Containerschiffe mit der größten Kühlkapazität. Sie haben 1365 Anschlüsse für Kühlcontainer, das sind Stellplätze für rund 2500 TEU Kühlcontainer an und unter Deck.

### Lukendeckellose Containerschiffe

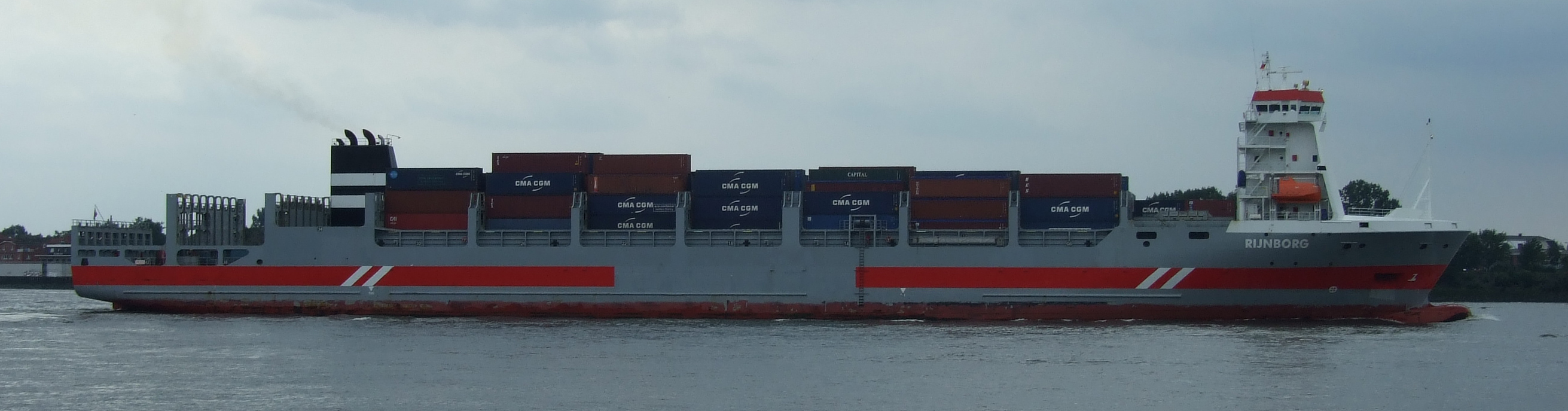
Open-Top-Containerschiff Rijnborg

Seit 1990 werden lukendeckellose Containerschiffe gebaut. Das sind Schiffe, deren Laderäume keine Lukendeckel (bzw. nur auf erstem und zweitem Laderaum hinter dem Wellenbrecher) haben, wodurch die Be- und Entladezeiten verringert werden sowie das Gewicht der Lukendeckel eingespart wird. Ein spezieller Bug gegen hohe Wellen und ein leistungsfähiges Pumpsystem sind dafür nötig. Das weltweit erste Schiff dieser Bauart war die Bell Pioneer. Die bisher einzigen großen Containerschiffe in dieser Bauweise betrieb Nedlloyd, später Royal P&O Nedlloyd NV, jetzt Mærsk mit den fünf 1991/1992 gebauten Panamax-Schiffen vom Ultimate-Container-Carrier-Typ, sowie den zwei weltweit ersten Postpanamax-Open-Top-Schiffen Nedlloyd Hongkong und Nedlloyd Honshu, Baujahr 1994.
Aus Gründen der Schiffsfestigkeit (Torsion), der Schiffssicherheit und der Wirtschaftlichkeit ist man jedoch wieder davon abgekommen, Open-Top-Schiffe mit mehr als 1000 TEU zu bauen. Dadurch, dass die Lukendeckel fehlen, muss höherfester Stahl eingesetzt und zusätzlich die Gurtung versteift werden, was aus wirtschaftlicher Sicht zu teuer ist. Außerdem ist ein hoher Freibord nötig, um eindringendes Seewasser zu minimieren. (Siehe die Feederschiffe der Werft Sietas, die auch nur im mittleren Laderaum keine Deckel mehr haben, dafür aber hochgezogene Lukenkumminge.)

### Antrieb
Die Containerschiffe der ersten und zweiten Generation hatten Einschraubenantrieb (Dampfturbine oder Dieselmotor). Die Schiffe der dritten Generation (Baujahre 1971–1981) waren anfangs für 27–28 Knoten konzipiert. Dafür waren Zweischraubenantriebe (Turbine oder Diesel) bzw. sogar Dreischraubenantriebe mit drei Dieselmotoren notwendig. Ein weiteres Konzept, das in dieser Generation von Containerschiffen erstmals umgesetzt wurde, waren die Gasturbinenschiffe des Euroliner-Typs. Dieser Antrieb, bisher nur von Militärschiffen bekannt, stellte sich jedoch, insbesondere nach der Ölkrise Anfang der 1970er Jahre, schnell als unwirtschaftlich heraus. Erste große Panamaxschiffe mit Einschraubenantrieb wurden ab Ende 1980 in Dienst gestellt, als erstmals leistungsfähige Dieselmotoren mit 50.000 PS zur Verfügung standen und somit auf die teureren Mehrschraubenantriebe verzichtet werden konnte. Seit Ende der 1970er Jahre wurden wegen der hohen Rohölpreise und des Verzichts auf die sehr hohe Geschwindigkeit von 28 Knoten fast alle turbinenangetriebenen Containerschiffe auf Dieselmotorantrieb umgebaut, da diese erheblich weniger Brennstoff verbrauchen. Auch gab es Umbauten hinsichtlich des Antriebs von 2 Turbinen / 2 Propellern auf 1 Turbine / 1 Propeller, wie zum Beispiel die vier Hapag-Lloyd-Schiffe vom Typ „Hamburg Express“. Die gängige Dienstgeschwindigkeit fast aller großen Containerschiffe lag dann bei 24, Ende der 2000er Jahre bei 25 Knoten.
Die im Mai 2006 von der Volkswerft Stralsund gelieferte Mærsk Boston als Typschiff von sieben sehr schnellen Panamax-Containerschiffen, erreicht mit einem Zwölfzylinder-Sulzer-Dieselmotor eine Dienstgeschwindigkeit von 29,2 Knoten und ist das schnellste Containerschiff der Welt.
Die bis zum Jahr 2005 größten eingebauten Dieselmotoren waren Zwölfzylinder-Zweitakt-Reihenmotoren der Typen MAN-B&W 12K98ME/MC mit 69,1 MW bei 94–104/min bzw. von Wärtsilä-Sulzer 12RT-flex96C Common Rail mit 68,7 MW bei 100/min.
Ein Problem bei der Verwirklichung der über 12.000-TEU-Containerschiffe ist die Antriebsanlage. Die Reeder wollten bis zur Krise im Jahr 2008 nur Containerschiffe mit einer Dauergeschwindigkeit von 25 Knoten (plus Reserven), um die Schiffe (besonders wenn sie im Liniendienst fahren) in bestehende Umläufe integrieren zu können. Dafür wurde bei der Emma-Mærsk-Klasse statt eines bisher weit verbreiteten Zwölfzylinder-Reihen-Dieselmotors mit 90.000 oder 93.000 PS ein 14-Zylinder-Dieselmotor des Typs Wärtsilä/Sulzer 14RT-flex96C mit 108.908 PS Leistung eingebaut. Der Propeller hat circa 10,0 m Durchmesser und wiegt etwa 130 Tonnen, um die größere Motorkraft bei gleicher Drehzahl des Motors (94–104/min) in Vortrieb umzusetzen.
Angesichts hoher Kraftstoffkosten und einer seit Mitte 2008 andauernden Schifffahrtskrise fahren die meisten Schiffe inzwischen deutlich langsamer als vor Beginn der Krise („Slow steaming“). Bei den neu in Auftrag gegebenen, größten Containerschiffen der Maersk Line mit einer Kapazität von 18.000 TEU wurde die Maximalgeschwindigkeit auf 23 Knoten herabgesetzt und ein Zweischraubenantrieb verbaut. Bei bereits in Betrieb befindlichen Schiffen konnte es sich sogar rentieren, die Bugwulst umzubauen und durch eine Form zu ersetzen, die für eine geringere Geschwindigkeit optimiert ist. Die neuen Nasen sollen 1–2 % Kraftstoff sparen. Die Schiffe der UASC-A19-Klasse, die zu den größten Containerschiffen der Welt zählen, ist für eine Betriebsgeschwindigkeit (operation speed) von nur noch 12 bis 18 Knoten ausgelegt.

### Wirtschaftlichkeit von Großcontainerschiffen
Seit ca. 2007 befassen sich verschiedene Untersuchungen und Simulationsstudien mit der Analyse des Einflusses des Größenwachstums von Containerschiff-Neubauten auf deren Wirtschaftlichkeit. Teils wird befürchtet, dass Grenznutzen des raschen Wachstums der Schiffsgrößen (gemessen in TEU) abnimmt oder gar negativ wird, so dass es dann zu einer plötzlichen Abwrackaktion kommen könnte wie sie bei Großtankern erfolgte. 1981 wiesen die größten Neubauten eine Kapazität von 3.800 TEU auf. 1988 wurde die Breitenbegrenzung des Panamakanals durchbrochen. Mit dem rapiden Wirtschaftswachstum in China in den 1990er Jahren kam es zu einem Entwicklungssprung: 1995 betrug die maximale Kapazität ca. 5.000, 2008 ca. 10.000 und 2016 sogar schon 19.000 TEU; d. h. durchschnittlich alle zehn Jahre verdoppelte sich die Transportkapazität der jeweils größten Schiffe. Während sich jedoch die Fixkosten unterproportional zur Schiffsgröße entwickelten und noch weiter sinken, stellt die Hafenlogistik ein Nadelöhr dar, das die Liegezeiten für die größten Schiffe überproportional verlängert. Außerdem können diese Schiffe bei voller Ladung nur noch ca. 10 Seehäfen weltweit anlaufen. Bei Schiffen von über 13.000 TEU steigen die Hafenliegzeiten sprunghaft auf bis zu fünf Tage an. Diese Nachteile sind auch nicht durch Feederverkehr zu kompensieren, da das mehrfache Umschlagen zu zeitraubend und teuer ist.
Als Risiko wird auch der erstmals 2023 über längere Zeit herrschende Wassermangel im Panamakanal gesehen, der die Transportzeiten und -kosten erhöht und infolge der Erderwärmung zum Dauerproblem werden konnte.
Die Studie des HWWI und der Berenberg Bank geht davon aus, dass in Zukunft das Volumen der Transporte von Fertigprodukten abnehmen wird, während die Bedeutung des Rohstoff- und Energietransport relativ wieder zunehmen dürfte. (Der Anteil der Tankschiffe an der Gesamtladung hatte sich von 1980 bis 2017 fast halbiert.) Mit der Digitalisierung und Vernetzung der Schiffe und Häfen ergeben sich jedoch neue Möglichkeiten zur Steigerung der Wirtschaftlichkeit der Containerschifffahrt. Eine Studie der Klassifikationsgesellschaft DNV (Unternehmen) im Auftrag der Hamburg Port Authority ergab, dass die Schiffe nicht größer als zum Transport von 25.800 TEU werden, 430 Metern und eine Breite von 61,5 werden.

### Umweltaspekte

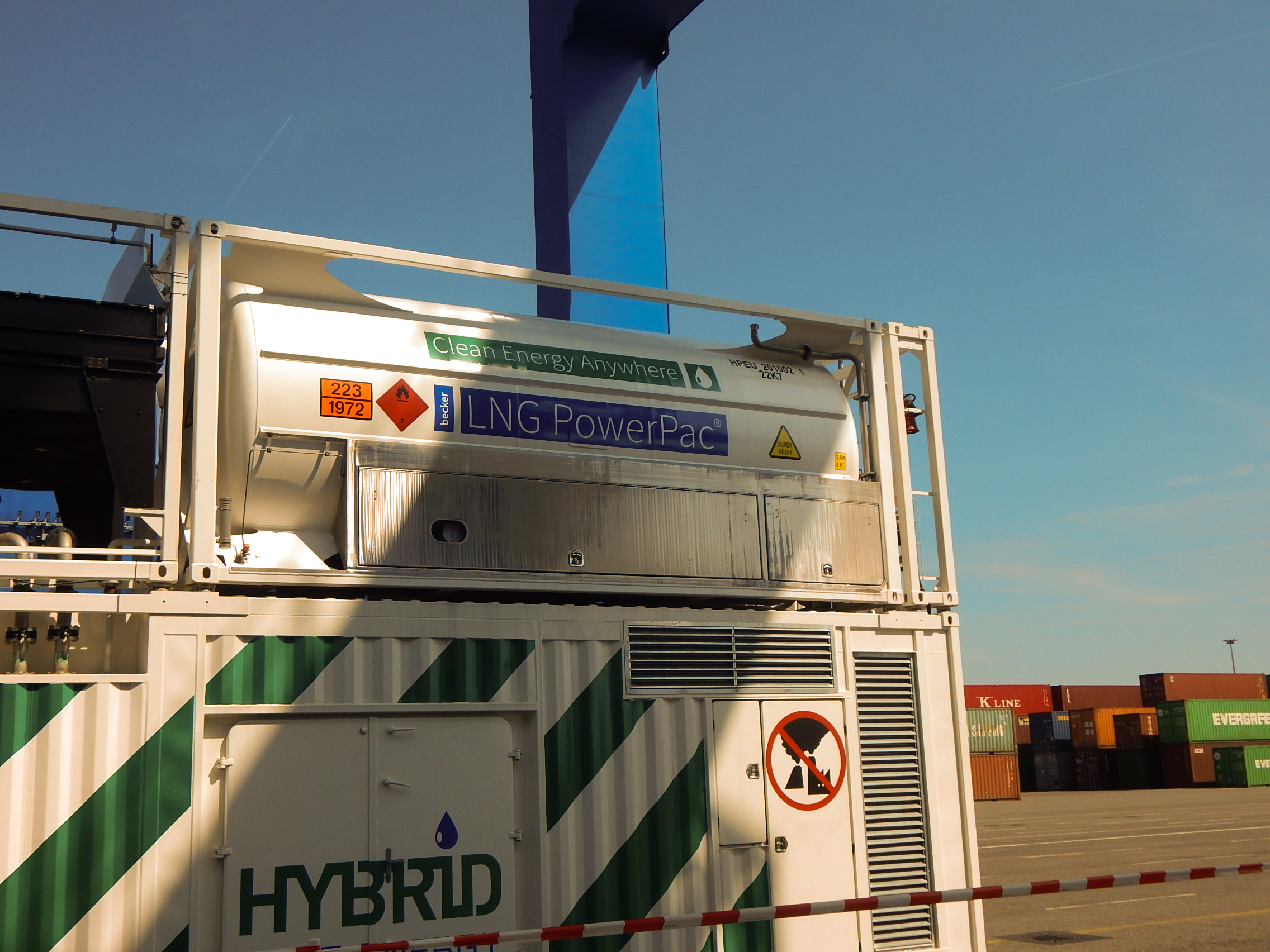
Landstromversorgung auf LNG-Basis in Hamburg

Die Treibhausgasemissionen durch die Seeschifffahrt in der EU haben zwischen 1990 und 2008 um 48 Prozent zugenommen und machten so im Jahr 2015 rund 13 Prozent der gesamten Emissionen des Verkehrs in der EU aus.
Es steht in der Kritik, dass es in Hafenstädten Fahrverbote für Dieselautos gibt, während Schiffe im Hafen mit laufender Diesel-Energieversorgung die Luft belasten. Eine Lösung soll ein Pilotprojekt anbieten, bei dem Schiffe mit einem externen Aggregat auf LNG-Basis versorgt werden. Der Generator hat die Maße eines 40-Fuß-Containers und kann damit einfach auf einem Containerschiff geladen werden. Problematisch sind (Stand 2018) die noch fehlende Normung der Schiffs-Anschlusstechnik und die vielerorts nicht vorhandene LNG-Infrastruktur.

## Werften
Große Containerschiffe mit über 7000 TEU wurden unter anderem auf folgenden Werften gebaut:

### Europa
Odense Staalskibsværft (Odense Steel Shipyard), Dänemark (2012 geschlossen)

### Ostasien
- Hyundai Heavy Industries, Ulsan/Südkorea
- Hyundai Heavy Industries, Samho Yard/Südkorea
- Samsung Heavy Industries, Koje Island/Südkorea
- Daewoo Shipbuilding & Marine Engineering
- Doosan, Okpo Yard/Südkorea
- Hanjin Heavy Industries, Busan/Südkorea
- IHI, Kure/Japan
- Imabari Zōsen, Marugame/Japan
- Imabari Zōsen, Saijō/Japan
- Imabari Zōsen, Mihara/Japan
- Mitsubishi Heavy Industries, Kōbe/Japan
- Mitsubishi Heavy Industries, Nagasaki/Japan
- Kawasaki Heavy Industries, Sakaide/Japan
- China Shipbuilding Corp., Kaoshiung/Taiwan
- Nantong COSCO KHI, Nantong/China
- Hudong Shipyard, Shanghai/China

### Containerschiffe deutscher Werften
In der Anfangsphase der Containerisierung von 1968 bis 1977 wurde eine beträchtliche Zahl an großen Containerschiffen der 1. bis 3. Generation von deutschen Werften gebaut, die damals auf diesem Sektor führend waren:

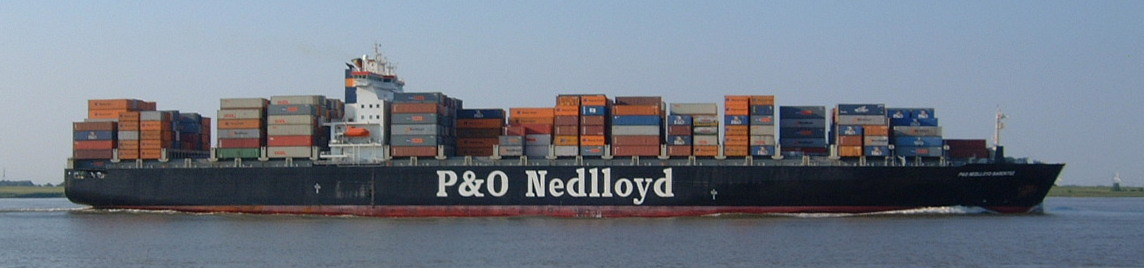
Post-Panamax-Containerschiff P&O Nedlloyd Barentsz (5468 TEU) Bj. 2000 von der Kvaerner Warnowwerft (2001)

- Blohm + Voss, Hbg. (Reparaturwerft und Spezial- und Marineschiffbau)
- A.G. Weser, Bremen (Konkurs in den 1980er Jahren)
- Bremer Vulkan, Bremen-Vegesack (1997 letztes (Container-)Schiff gebaut, dann Konkurs)
- Howaldtswerke-Deutsche Werft (HDW), Werk Hamburg-Finkenwerder (Werk aufgegeben)
- HDW, Werk Kiel (baute von 1989 bis 1993 19 Exemplare der Bonn-Express-Klasse)
- Flenderwerft, Lübeck
- Nordseewerke, Emden
- Peene-Werft, Wolgast (zahlreiche Containerschiffe bis 1800 TEU)
- Meyer Werft, Papenburg, 2005 wurden vier Open-Top-Schiffe der Eilbek-Klasse (je 1600 TEU) gebaut
- Die bisher größten gebauten Containerschiffe (Warnow CV 5500) haben eine Kapazität von 5468 TEU und wurden von Aker MTW, Wismar und Aker Kvaerner Warnowwerft, Warnemünde 1999/2000 an P&O Nedlloyd geliefert.

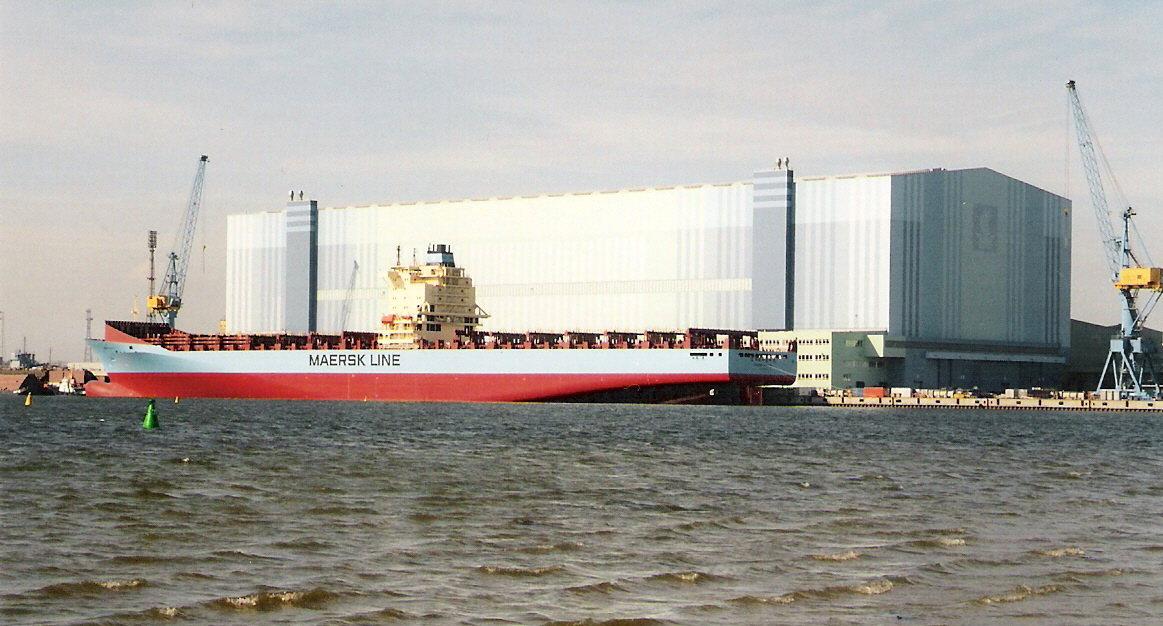
Mærsk Boston, Ende März 2006 vor der Volkswerft Stralsund

Die derzeit größten bei einer deutschen Werft gebauten Containerschiffe wurden ab Herbst 2005 bei der Volkswerft Stralsund, Stralsund gebaut. Das Typschiff, die Mærsk Boston wurde am 24. März 2006 getauft und im Mai 2006 abgeliefert. Sie sind vom Typ VWS 4000 und maßen 294,1 m Länge ü.a. und 32,18 m Breite bei einer Kapazität von 4250 TEU. Der Antrieb besteht aus einem Sulzer 12 RTA 96C Diesel mit 93.400 PS. Dadurch wird eine Dienstgeschwindigkeit von 29,2 Knoten erreicht, es sind die schnellsten Containerschiffe der Welt.
Containerschiffe der Größe 2500/2700 TEU (Typ CV 2500/2700) bauten HDW in Kiel, SSW in Bremerhaven, Nordseewerke in Emden, Blohm + Voss in Hamburg, Volkswerft in Stralsund, Aker Werften in Wismar und Rostock-Warnemünde.
Die Werft J. J. Sietas in Hamburg war eine Zeitlang führend in Konstruktion und Bau von Containerschiffen bis 1200 TEU Größe (Feederschiffe).
Sietas baute von 2001 bis 2007 zwölf Einheiten des Sietas Typ 170. Das erste abgelieferte 1700-TEU-Schiff war die Safmarine Mbashe.
Im November 2011 meldete Sietas Insolvenz an.

## Reedereien

### Die größten Containerschiff-Reedereien der Welt
Stand: Juni 2019
| Rang | Name                          | Land                | Unternehmenssitz | Schiffe | Kapazität in TEU | Containerbild |
| ---- | ----------------------------- | ------------------- | ---------------- | ------- | ---------------- | ------------- |
| 1.   | APM-Maersk                    | Dänemark            | Kopenhagen       | 718     | 4.152.693        |               |
| 2.   | MSC                           | Schweiz             | Genf             | 533     | 3.380.592        |               |
| 3.   | COSCOCS                       | Volksrepublik China | Peking           | 472     | 2.890.876        |               |
| 4.   | CMA CGM                       | Frankreich          | Marseille        | 521     | 2.685.848        |               |
| 5.   | Hapag-Lloyd                   | Deutschland         | Hamburg          | 236     | 1.702.384        |               |
| 6.   | Ocean Network Express         | Singapur            | Singapur         | 215     | 1.543.266        |               |
| 7.   | Evergreen                     | Taiwan              | Taipeh           | 206     | 1.281.094        |               |
| 8.   | Yang Ming                     | Taiwan              | Keelung          | 97      | 647.474          |               |
| 9.   | HMM                           | Südkorea            | Seoul            | 70      | 423.842          |               |
| 10.  | PIL                           | Singapur            | Singapur         | 121     | 396.544          |               |
| 11.  | Zim                           | Israel              | Haifa            | 61      | 293.707          |               |
| 12.  | Wan Hai Lines                 | Taiwan              | Taipeh           | 93      | 264.453          |               |
| 13.  | KMTC                          | Südkorea            | Seoul            | 69      | 156.065          |               |
| 14.  | IRISL                         | Iran                | Teheran          | 50      | 154.415          |               |
| 15.  | Antong Holdings               | Volksrepublik China | Quanzhou         | 123     | 148.279          |               |
| 16.  | Zhonggu Logistics             | Volksrepublik China | Shanghai         | 97      | 137.513          |               |
| 17.  | X-Press Feeders Group         | Singapur            | Singapur         | 79      | 120.858          |               |
| 18.  | Shandong Shipping Corporation | Volksrepublik China | Qingdao          | 80      | 112.858          |               |
| 19.  | SM Line                       | Südkorea            | Seoul            | 18      | 75.356           |               |
| 20.  | TS Lines                      | Taiwan              | Taipeh           | 35      | 74.881           |               |

Die 20 größten Containerschiffs-Reedereien beherrschen etwa 89 % des Marktes.
Die deutsche Reederei Hapag-Lloyd AG, von 1976 bis 1983 noch größte Containerschiffsreederei der Welt, war seit vielen Jahren nicht mehr unter den „Top 10“ der Rangliste. Im August 2005 wurde die Übernahme von CP Ships durch Hapag-Lloyd bekanntgegeben. Hierzu bedurfte es einer Kapitalerhöhung von einer Milliarde Euro. Hapag-Lloyd rückte damit auf Platz 6 der großen Container-Reedereien.
Am 11. Mai 2005 wurde offiziell bekanntgegeben, dass Mærsk-Sealand für 2,96 Milliarden US-Dollar (entspr. 2,3 Mrd. Euro) P&O Nedlloyd übernehmen wollte. Die P&O-Nedlloyd-Aktie war am 10. Mai mit 41 US-Dollar bewertet, Mærsk-Sealand bot den Aktionären in einem bis zum 5. August 2005 terminierten Übernahmeangebot 57 US-Dollar pro Aktie. Mitte August 2005 war die Übernahme abgeschlossen. Die P&O Nedlloyd existiert seit Februar 2006 nicht mehr. Sie wurde vollständig in die „Mærsk Line“ integriert. Durch die Übernahme erhöhte der Marktführer Mærsk seinen Marktanteil von 12 auf 18 Prozent am Weltcontainerverkehr.

### Linien- und Containerreedereien: Fusionen und Übernahmen
- 1. September 1970: Hapag und NDL fusionierten rückwirkend zum 1. Januar 1970 zur Hapag-Lloyd AG, Hamburg/Bremen
- 1971: Zusammenschluss der vier größten holländischen Reedereien zur Royal Nedlloyd
- 1. Januar 1987: P & O übernahm die Overseas Container Limited komplett
- 1988: Sealand Corp. übernahm die in Konkurs gegangene United States Lines
- 1988: Hanjin Container Lines und Korea Shipping Corp. fusionierten zur Hanjin Shipping
- 1993: Ben Line/Det Østasiatiske Kompagni wurden von Mærsk Line übernommen
- 1994: Senator Lines, Bremen und DSR, Rostock fusionierten
- 1995: CP Ships übernahm CAST, London
- 1996: Safmarine übernahm die CMBT, Antwerpen
- 1996: CMA übernahm CGM, jetzt CMA CGM
- Dezember 1996: Nedlloyd und P&O Container Line fusionierten zur P&O Nedlloyd
- 1997: CP Ships übernahm Lykes Lines, Boston und Contship Containerlines, London
- 1997: Hanjin Shipping übernahm DSR-Senator Line, Bremen
- 1998: Neptune Orient Lines übernahm die American President Lines
- 1998: CP Ships übernahm die Australia-New Zealand Direct Lines, Wellington
- 1998: CMA-CGM übernahm die Australian National Line
- 1998: Evergreen Marine übernahm Lloyd Triestino
- 1998: P&O Nedlloyd übernahm die Blue Star Line
- 1999: Safmarine Container Line wurde von Mærsk Line übernommen
- November 1999: Sea-Land Corp. wurde von Mærsk Line übernommen
- 2000: CP Ships übernahm TMM, Mexiko
- 2000: P & O Nedlloyd übernahm Farrell Lines, USA
- 2002: CP Ships übernahm Italia S.A.N., Genua
- August 2005: P&O Nedlloyd wurde von Mærsk Line übernommen
- Dezember 2005: Farrell Lines wurde von Mærsk Line übernommen
- 15. Dezember 2005: CP Ships, Canada wurden von Hapag-Lloyd übernommen
- 5. Januar 2006: CMA-CGM übernahm Delmas
- 1. Dezember 2007: Hamburg Süd übernahm die Liniendienste der Costa Container Lines S.p.A. (CCL)
- April 2014: Die Containerreederei Hapag-Lloyd und der chilenische Konkurrent CSAV gingen zusammen
- 2016: Fusion von Hapag-Lloyd mit dem arabischen Konkurrenten United Arab Shipping Company
- 2016: Fusion von COSCO und China Shipping zu COSCOCS
- Dezember 2017: Maersk übernahm Hamburg Süd
- April 2018: Die japanischen Reedereien MOL, K-Line und NYK fusionierten zum Ocean Network Express (ONE)

## Allianzen

Das Container-Feederschiff von Asia Pacific Marine Container Lines of Canada auf der Außenelbe mit Kurs auf Hamburg (2007)

1969 erfolgte auf der Route Europa–Australien/Neuseeland die Umstellung des Liniendienstes auf Containerverkehr mit Schiffen der zweiten Generation (ANZECS-Dienst). Er wurde durch Hapag-Lloyd, Deutschland, der Overseas Containers Limited (OCL), Großbritannien (ein Zusammenschluss von fünf bedeutenden englischen Linienreedereien), der Associated Container Transportation (ACT), Großbritannien, der Nedlloyd, Niederlande, der Australian National Line und der New Zealand Shipping Company gegründet.
Die wichtigste und ladungsstärkste Schifffahrtsverbindung ist die Europa–Fernost-Route. 1968 wurde von den großen Linienreedereien die Umstellung auf den Containerverkehr beschlossen.
Hier gab es ab 1971 die erste große Allianz, den TRIO-Dienst (von Reedereien aus drei Ländern gegründet). Die Umstellung auf Containerverkehr bedeutete für die damalige Zeit ein solch großes Investitionsvolumen, dass keine Reederei es allein finanzieren konnte oder wollte. Es wurden hier die damals größten und schnellsten Containerschiffe der 3. Generation in der Zeit von November 1971 bis Juli 1973 in Fahrt gesetzt. Der TRIO-Dienst wurde durch die Reedereien NYK Line / Japan (3, ab 1976 4 Schiffe), Mitsui O.S.K. Lines / Japan (2, ab 1977 3 Schiffe), Hapag-Lloyd / Deutschland (4, ab 1981 5 Schiffe), Overseas Container Line (OCL) / Großbritannien (5, ab 1989 7 Schiffe; wurde später von P&O übernommen) und Ben Line-Ellerman / Großbritannien (3 Schiffe) gebildet. Der TRIO-Dienst wurde Anfang 1991 aufgelöst, wobei jedoch die Hapag-Lloyd AG und die NYK Line weiterhin mit anderen Reedereien zusammenarbeiten.
Die zweite Gruppe war ab 1972 der Scandutch Service der Reedereien Wilh. Wilhelmsen / Norwegen, Det Østasiatiske Kompagni (EAC) / Dänemark, Broström / Schweden und Nedlloyd / Niederlande. CGM / Frankreich trat 1973 bei und Malaysian Intern. Shipping Co. (MISC) 1977. Auch diese Allianz wurde 1991 beendet.
Die dritte Allianz wurde 1975 gegründet mit dem ACE-Dienst (Asian Container Europe) der Reedereien K-Line / Japan, Orient Overseas Container Line (OOCL) / Hongkong, Neptune Orient Lines (NOL) / Singapur und Compagnie Maritime Belge (CMB) / Belgien.
Von 1991 bis 1996 gab es eine Allianz zwischen Mærsk Line und P&O. Von 1996 an arbeitete Marktführer Mærsk Line aber mit der amerikanischen Sea Land Corp. global zusammen. Die Ergänzung war so günstig, dass Mærsk die US-Reederei 1999 fast komplett übernommen hat.
1991 begannen die drei skandinavischen Reedereien sowie Ben Line und Ellermann den BEN-EAC-Dienst. Der BEN-EAC-Dienst wurde 1993 komplett von Mærsk-Line übernommen.
Von 1996 bis 2001 gab es die Global Alliance der Reedereien Hapag-Lloyd AG, NYK Line, NOL und P&O. Royal Nedlloyd trat nach der Fusion mit P&O 1997 bei.
1977 begann der Containerverkehr auf der Route Europa–Südafrika, genannt SAECS-Dienst, gegründet durch die Reedereien Deutsche Afrika-Linien (Hamburg), Compagnie Maritime Belge, Royal Nedlloyd, Overseas Container Line (später P&O) und Safmarine, Südafrika. Hier wurden neun moderne 2400 TEU Zweischrauben-Containerschiffe eingesetzt. Dieser Dienst wird auch heute noch von Mærsk Line, Safmarine, CGM (nur bis Ende der 1990er Jahre), und Deutsche Afrika-Linie bedient, seit Februar 2006 ist Mitsui-OSK Lines noch hinzugetreten. Inzwischen werden moderne 4500–5000-TEU-Schiffe (Sling 1) sowie 1800-TEU-Schiffe (Sling 2) eingesetzt.

### Derzeitige Allianzen
Reederei-Allianzen müssen von der amerikanischen Federal Maritime Commission anerkannt werden, außerdem gibt es die Wettbewerbsbehörde in Singapur.
Die drei größten Allianzen waren Mitte 2017:
- Ocean Alliance der Reedereien CMA CGM (3), Cosco (4), Evergreen (5) und OOCL (10) mit zusammen 350 Schiffen, 37 % Marktanteil
- The Alliance der Reedereien Hapag-Lloyd (6), „K Line“ (16), MOL (13), NYK Line (9) und Yang Ming (8) mit zusammen 244 Schiffen
- 2M der Reedereien Mærsk Line (1), MSC (2), HMM (15, als strategischer Partner) mit zusammen 223 Schiffen (ohne HMM)

Die Zahlen in Klammern geben den Stellenwert der jeweiligen Reederei im weltweiten Ranking an.

## Sonstiges
Containerschiffe im deutschen Management mit Stand 2004 bis zu einer Größe von 7500 TEU wurden in einer illustrierten Flottenliste als Buch mit Schiffsliste und Federzeichnungen veröffentlicht.
Der Dokumentarfilm Stählerne Einsamkeit von Gabriel Pielke zeigt die Arbeits- und Lebensbedingungen der Schiffsbesatzung an Bord der 300 m langen und 40 m breiten MS EVER CONQUEST mit einer Ladekapazität  von ca. 8.000 TEU als eines der größten und modernsten Containerschiffe der NSB Niederelbe Schiffahrtsgesellschaft in 2006–2007 im EVERGREEN–Liniendienst zwischen der Volksrepublik China und Europa und veranschaulichte somit u. a. auch die an Land eher unbekannte Arbeits- und Lebensumgebung von Seeleuten als insbesondere der Internationalen Seeschifffahrts-Organisation IMO allgemein bekannten „Entstehungsort“ auch von Seafarer Fatigue in der modernen Berufsschifffahrt.
2008 (in diesem Jahr endete eine Blütezeit und eine mehrjährige Schifffahrtskrise begann) wurde ein Containerschiff durchschnittlich nach 27 Jahren verschrottet. 2015 wurde ein Containerschiff durchschnittlich nach 22 Jahren verschrottet.

## Filme
- Containerschiffe. Frachter im XXL Format (Online), Dokumentarfilm, Deutschland, 2006, 42 Min., Buch und Regie: Rob Kerr, Produktion: Southern Star Singapore PTE Ltd., National Geographic Channel, deutsche Erstsendung: 27. Juni 2006 beim ZDF, Inhaltsangabe (archive.org) von phoenix.
 Der am 25. Februar 2005 auf OOCL Atlanta getaufte Frachter der Samsung-Werft in Südkorea wurde von mehr als 8000 Arbeitern in neun Monaten für die Orient Overseas Container Line gebaut. Das Containerschiff hat eine Länge von 323 Metern und eine Breite von über 40 Metern und kostete 150 Millionen Dollar.
- Schmutzige Schifffahrt (zdf.de (Memento vom 24. Dezember 2017 im Internet Archive)) Dokumentarfilm, Deutschland, 2014, 29 Min., Hilde Buder-Monath und Halim Hosny, ZDF, Inhaltsangabe (Link tot, 19. März 2019) von ZDFzoom.